# Charlie Louvin
Charles Elzer Loudermilk, mais conhecido como Charlie Louvin (7 de julho de 1927 - 26 de janeiro de 2011), foi um cantor e compositor de música country norte-americano. Fez a carreira ao lado do irmão Ira Louvin, na dupla country conhecida como The Louvin Brothers e foi membro do Grand Ole Opry desde 1955.
No inicio da carreira, com seu irmão, cantavam musica gospel, mas a partir de 1950 mudaram de estilo, convergindo para o country. Sua música foi pioneira ao trazer traços do gospel do sul dos Estados Unidos ao country da época. Lançou mais de 20 álbuns na carreira, sendo a maioria com o irmão que faleceu em 1965, devido a um acidente de carro.
Charlie serviu o exercito americano na Segunda Guerra Mundial e na Guerra da Coreia e morreu devido ao câncer de pâncreas que foi descoberto em 2010.